# 磷酸
磷酸（英語：phosphoric acid）或稱為正磷酸（英語：Orthophosphoric acid），化學式{\displaystyle {\ce {H3PO4}}}，是一种常见的无机酸，不易挥发，不易分解，几乎没有氧化性。具有酸的通性，是三元弱酸，其酸性比盐酸、硫酸、硝酸弱，但比醋酸、硼酸等强。由五氧化二磷溶于热水中即可得到。正磷酸工业上用硫酸处理磷灰石即得。用硝酸使磷氧化，可以得到较纯的磷酸；一般是83%－98%的稠厚溶液，如果再浓缩，可以得到无色晶体。磷酸在空气中容易潮解；加热会逐渐失水得到焦磷酸，进一步失水得到偏磷酸。磷酸容易自行結合成多種化合物如焦磷酸（）或三聚磷酸（triphosphoric acid）等。
除了用作化学试剂之外，磷酸也可主要用于制药、鐵銹轉化劑、食品添加物、溶劑、電解液、肥料、冶金、飼料等，也有在醫學美容及牙科的用途。
磷酸為三元酸，可解離出三個氫離子，因此可形成三種不同的酸根，分別是：磷酸二氫根H2PO4−、磷酸氫根HPO2−
4以及磷酸根PO3−
4。

## 結構
以磷為中心、四個氧環繞其周圍，其中包括一个双键氧和三个羟基。三個可解離的氫原子分別與三個氧原子結合。

## 化學性質
純磷酸的無水化合物在室溫下為白色晶體，熔點42.35 °C，溶化後為黏稠液體。
正磷酸具有極大的極性，因此磷酸極易溶於水。
正磷酸的中心磷（P）的氧化數為+5，而周圍氧原子（O）的氧化數為-2，氫離子為+1。
磷酸为無毒性的無機物，是一種三元弱酸。三元酸的意思是可在水中解離出三顆H+的酸性物質，磷酸的解離過程如下：Ka1、Ka2和Ka3為化學式在25°C下的解離常數

H3PO4（s）   + H2O（l） ⇌H3O+（aq） + H2PO4−（aq）      Ka1= 7.11×10−3
H2PO4−（aq）+ H2O（l） ⇌H3O+（aq） + HPO42−（aq）      Ka2= 6.32×10−8
HPO42−（aq）+ H2O（l） ⇌ H3O+（aq） +  PO43−（aq）       Ka3= 4.49×10−13
由於磷酸的多元酸性質，使它的pH值幅度較大，造成它的緩衝現象。又由於其無毒性又容易取得，實驗室及工業常拿無毒磷酸鹽與弱酸（如檸檬酸）混合物作為緩衝溶液，
磷酸時廣泛存在於生物體中，特別是磷酸化醣類，如DNA、RNA以及ATP。
如果將正磷酸加熱，數個磷酸分子的單體會脫水聚合起來，如：
兩個磷酸相連脫去一個水，形成焦磷酸（pyrophosphoric acid，{\displaystyle {\ce {H4P2O7}}}）
如果數個磷酸環狀相接起來，並脫去一分子水，會形成偏磷酸（metaphosphoric acid），通式為：（HPO3）n。中文命名為n偏磷酸（n≥3）。偏磷酸是一種具脫水性的物質，因此常被用作乾燥劑。要進一步將偏磷酸脫水相當困難，需使用極強的脫水劑搭配加熱（單純加熱無效），才可將偏磷酸脫水形成磷酸酐（五氧化二磷，phosphorus pentoxide，化學式：{\displaystyle {\ce {P2O5}}}，分子式：P4O10），磷酸酐具有極強的脫水性，可用作酸性物質的乾燥劑。
若在超強酸（superacids，比H2SO4還強的酸）中作用，磷酸會形成理論上具腐蝕性的酸性物質，四羟基合鏻離子（tetrahydroxylphosphoniumion）。以氟銻酸（fluoroantimonic acid，{\displaystyle {\ce {HSbF6}}}）作超強酸為例：
H3PO4 + HSbF6 → [P(OH)4+][SbF6]−

### 水溶液
磷酸濃度的計算方法（[A]為莫耳濃度）[A] = [H3PO4] + [H2PO4−] + [HPO42−] + [PO43−]
下表是磷酸在不同濃度下的pH、及磷酸的各共軛鹼濃度。
| [A] （mol/L） | pH   | [H3PO4]/[A] （%） | [H2PO4−]/[A] （%） | [HPO42−]/[A] （%） | [PO43−]/[A] （%） |
| ------------- | ---- | ----------------- | ------------------ | ------------------ | ----------------- |
| 1             | 1.08 | 91.7              | 8.29               | 6.20×10−6          | 1.60×10−17        |
| 10−1          | 1.62 | 76.1              | 23.9               | 6.20×10−5          | 5.55×10−16        |
| 10−2          | 2.25 | 43.1              | 56.9               | 6.20×10−4          | 2.33×10−14        |
| 10−3          | 3.05 | 10.6              | 89.3               | 6.20×10−3          | 1.48×10−12        |
| 10−4          | 4.01 | 1.30              | 98.6               | 6.19×10−2          | 1.34×10−10        |
| 10−5          | 5.00 | 0.133             | 99.3               | 0.612              | 1.30×10−8         |
| 10−6          | 5.97 | 1.34×10−2         | 94.5               | 5.50               | 1.11×10−6         |
| 10−7          | 6.74 | 1.80×10−3         | 74.5               | 25.5               | 3.02×10−5         |
| 10−10         | 7.00 | 8.24×10−4         | 61.7               | 38.3               | 8.18×10−5         |

### 鉴别
可以使用硝酸银和蛋白质对正、偏、焦磷酸进行鉴别。硝酸银可以与正磷酸生成黄色的磷酸银沉淀，而与焦磷酸、偏磷酸生成白色沉淀，但偏磷酸能使蛋白沉淀。

## 製備
磷酸有三種製備方法，加熱法（thermal process）、潮溼製造法（wet process）及乾窯法（dry kiln process）

### 加熱法
燃燒磷单质產生五氧化二磷並且溶於水產生磷酸。此方法可生產較純的磷酸，因為在煉製磷的過程中已經去除許多雜質，然而仍需去除藏在裡面的砷。
純磷的現代製法大部分是將磷酸鈣與砂（主要成分為二氧化矽）及焦炭一起放在電爐中加熱。化學式如下：
- {\displaystyle {\ce {Ca3(PO4)2 + 3SiO2 -> 3CaSiO3 + P2O5}}}
- {\displaystyle {\ce {P2O5 + 5C->2P + 5CO}}}

### 潮溼製造法
潮溼製造法是在磷酸鈣中加入硫酸，磷酸鈣的來源通常是磷灰石。
反應：（X為鹵素）
{\displaystyle {\ce {Ca5(PO4)3 X + 5H2SO4 + 10H2O -> 3H3PO4 + 5CaSO4*2H2O + HX}}}
硫酸鈣溶解度較小，因此可以被過濾掉。
以此方法最初製造出來的磷酸濃度大約含有23%至33%的{\displaystyle {\ce {P2O5}}}，再進行蒸餾或稀釋調整成想要的濃度。商品級的磷酸約54%，而超磷酸的濃度約70%.
潮溼製造法的產品還須經過純化移除掉內含的氟化物及砷化物。

## 用途

### 性質
濃磷酸約75–85%左右，為澄清、無色、無味、非揮發性的濃稠液體。磷酸雖然無毒性，但85%的濃磷酸具有腐蝕性。
在如此高的濃度下，濃磷酸中的磷酸分子會聚合起來形成聚磷酸。

### 與鹵化物的反應
磷酸與鹵化物會產生氫鹵化物氣體，在實驗室可以此法製備鹵化氫。
| NaCl（s） | + H3PO4（l） → NaH2PO4（s） | + HCl（g） |
| NaBr（s） | + H3PO4（l） → NaH2PO4（s） | + HBr（g） |
| NaI（s）  | + H3PO4（l） → NaH2PO4（s） | + HI（g）  |

### 鐵銹轉化劑
磷酸可作為鐵銹轉化劑的成分，磷酸可將紅棕色的Fe2O3轉為黑色的FePO4，予以剝除後可露出新的金屬面，也可暫不進行剝除，讓他作為金屬面的保護層，防止其進一步的氧化。
鐵銹轉化劑有時被配置成液體供金屬浸泡。有時被配置成凝膠狀，暱稱「海軍果醬（naval jelly）」，可塗抹在垂直或陡峭的斜面上。

### 食品添加劑
食品級的磷酸可用來酸化飲品或食物，如可樂等。 

### 藥用
磷酸也被應用於牙科及美容上。牙科方面，磷酸可用於清潔牙面及牙齒美白。
磷酸也被添加於防暈藥。

### 其他應用
除了以上的應用外，磷酸還有下列用途：
- 含有磷-31的磷酸可作為核磁共振的外標物
- 高性能液相色譜法
- 溫氏法（Wentworth Process）：作為活性碳的氧化劑。[7]
- 磷酸燃料電池中的電解液。
- 作為烯烃和水加成的催化劑以製造醇類。
- 作為銅電鍍拋光的電解液。
- 作為助焊劑
- 在半導體製程當中，磷酸可做為蝕刻的溶劑，例如：磷酸與過氧化氫的混合物可將InGaAs轉為InP，達到蝕刻的目的[8]。
- 蝕刻氮化矽，磷酸可將Si3N4轉化為SiO2。[9]
- 做為緩衝溶液。
- 作為皮革處理及洗滌劑的分散媒。
- 作為保養品中pH值的調節劑[10]。
- 建築業上用磷酸以移除礦物沉積物、水泥圖片及水漬。
- 水耕法中用作pH值的調節劑，也可作為植物磷養分的直接來源。
- 水族箱中，使用磷酸作為消除綠斑藻的工具，以及有利於水草生長

## 生物学影響

### 飲料添加物
磷酸用在食品添加劑，素來有骨質疏鬆症的疑慮。以往的調查是藉由問卷選填飲用可樂及其他碳酸飲料的頻率，發現飲用碳酸飲料的受試者較易有骨質疏鬆症的問題。研究指出，飲用碳酸飲料者沒有比其他人攝取更多的磷，但身體的鈣磷比卻顯著的降低。《美國臨床營養學雜誌》（American Journal of Clinical Nutrition）中的有項研究在1996年至2001年使用雙倍能量的X光去探測1672位女性及1148位男性的骨密度，發現磷酸確實會降低骨密度，此研究提供了比以往使用問卷調查更有利的證據。
另一項臨床研究指出，磷的攝取會降低骨密度。但此實驗以磷的總攝取量為主，並未明確證明使骨密度降低的主因是磷酸。
但在Heaney及Rafferty使用鈣平衡的方法對於20至40歲的女人一日習慣飲用三杯以上（680 ml）碳酸飲料進行的臨床研究，卻發現含磷酸的碳酸飲料與钙流失無關。研究比較了水、牛奶以及各種非酒精飲料（兩種含咖啡因，兩種不含咖啡因，兩種含磷酸，兩種含檸檬酸）。他們發現，相較於水，只有牛奶以及另外兩項含有咖啡因的飲品會增加尿液中的鈣含量，而添加有磷酸的咖啡因飲料和含咖啡因的飲料鈣量流失速度差不多，並沒有擴大咖啡因造成流失鈣質的影響。由於研究顯示咖啡因所造成的鈣質流失會逐漸補回來，而磷酸在實驗中又沒有對鈣質流失造成影響。Heaney及Rafferty認為前面實驗受試者骨質疏鬆的原因是受試者飲用碳酸飲料，造成牛奶攝取量的漸少，造成鈣攝取量不足。

## 外部連結
- International chemical safety card 1008 （页面存档备份，存于）
- National pollutant inventory – Phosphoric acid fact sheet （页面存档备份，存于）
- NIOSH Pocket guide to chemical hazards （页面存档备份，存于）
- Excel spreadsheet containing phosphoric acid titration curve, distribution diagram and buffer pH calculation （页面存档备份，存于）